# Misericordia (Game of Thrones)
«Misericordia» es el episodio final de la quinta temporada de la serie de televisión de fantasía medieval, Game of Thrones de HBO, y el 50 en general. El episodio fue escrito por los cocreadores de la serie David Benioff & D. B. Weiss y fue dirigido por David Nutter.
«Mother's Mercy» obtuvo elogios de la crítica, quienes elogiaron la actuación de Lena Headey, la dirección de Nutter y la escritura de Benioff y Weiss. Se elogió especialmente la caminata de expiación de Cersei Lannister, que involucró un doble de cuerpo y el uso de CGI. En los Estados Unidos, el estreno del episodio logró una audiencia de 8,11 millones, lo que lo convirtió en el episodio más visto del programa, hasta que fue superado por el final de la sexta temporada, «Vientos de invierno». El episodio ganó premios Emmy por mejor guion de serie dramática y mejor dirección de serie dramática para Benioff, Weiss y Nutter.
Fue estrenado mundialmente el 14 de junio de 2015. Días antes de su estreno, un trabajador de HBO filtró varios momentos importantes del episodio mediante su cuenta de Snapchat. Este episodio marca la aparición final de Stephen Dillane (Stannis Baratheon), Tara Fitzgerald (Selyse Baratheon) e Ian Beattie (Ser Meryn Trant).

## Argumento

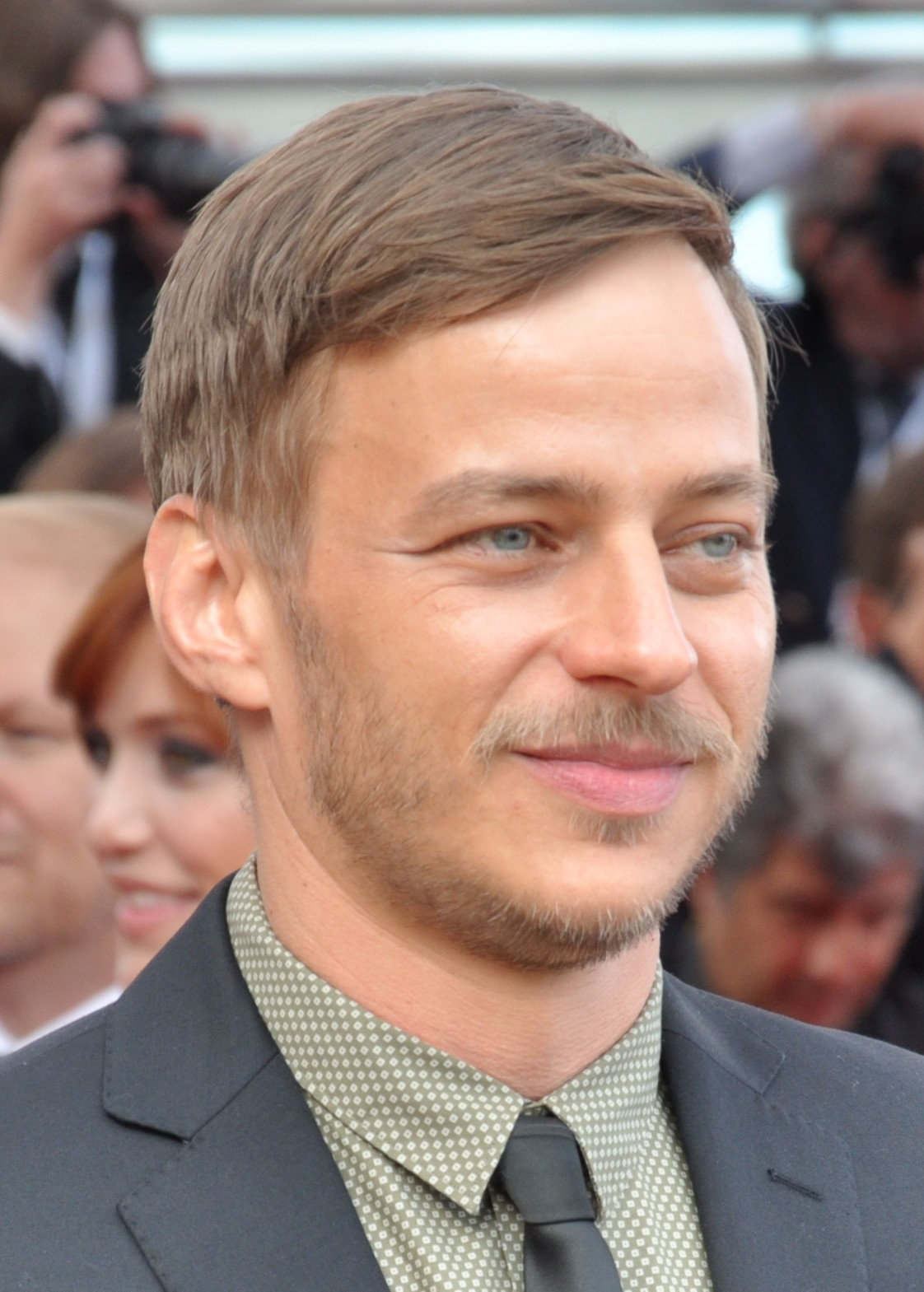
Fotografía de Tom Wlaschiha

### En Desembarco del Rey
Cersei, desesperada por regresar a su casa con su hijo, el rey Tommen, decide confesar sus pecados ante el Gorrión Supremo. Él le otorga la misericordia de la madre y le permite su regreso a la fortaleza roja, sin embargo, le informa que deberá someterse a un juicio por no confesar sus otros pecados y es obligada a realizar una penitencia. Cersei es llevada a un cuarto, donde le cortan el cabello. Tras esto, es llevada afuera del templo, donde es despojada de sus vestiduras, quedando completamente desnuda y emprende el camino hacia la fortaleza, mientras miles de personas reunidas le gritan, insultan e incluso escupen. Al llegar, es recibida por Qyburn, quien le presenta al nuevo miembro de la guardia real: un enorme hombre llamado Robert Strong.

### En el Norte
Tras el sacrificio de Shireen, el clima en el campamento de Stannis cambia. Stannis trata de una manera fría a Melisandre, frustrado aún por la muerte de su hija. Uno de los guardias se dirige a Stannis y le informa que la mitad de sus hombres han desertado llevándose todos los caballos. Más tarde, le informa del suicidio de su esposa Selyse tras el duelo por la muerte de su hija Shireen. En vista de la situación, Melisandre toma un caballo y se marcha del lugar. A pesar de contar con menos hombres, Stannis decide igualmente enfrentarse a los Bolton. Al estar cerca del castillo de Invernalia, el ejército de Ramsay Bolton llega y los masacra a todos.
En el bosque, Stannis, herido por la batalla, se encuentra a dos hombres del ejército opuesto a quienes logra matar con facilidad, pero a continuación se encuentra con Brienne, quién se presenta ante él y tras confirmar que él fue quien mandó asesinar a Renly, lo sentencia a muerte. Sin oponer defensa alguna, Stannis le dice que lo haga, y es aparentemente asesinado por ella.
Mientras tanto, en Invernalia, mientras los soldados son preparados para la batalla, Sansa logra abrir la puerta de su habitación y sale corriendo del lugar, tratando de que nadie la reconozca. Se dirige a la torre más alta donde enciende la vela para pedir ayuda. No obstante, Brienne y Podrick no se percatan de la señal de auxilio después de haberse ido por el bosque y que Brienne asesinara a Stannis. Sansa se encuentra con Myranda, que la amenaza con un arco, pero Theon interviene y la lanza al vacío desde lo alto de la muralla, matándola al instante. Casi inmediatamente, el victorioso ejército de Ramsay regresa al castillo y Theon y Sansa deciden escapar de ahí, teniendo como última alternativa lanzarse desde una gran muralla, entonces saltan tomados de la mano.

### Al otro lado del Mar Angosto
Con Daenerys perdida, Daario y Jorah deciden emprender una búsqueda, dejando a Tyrion, Missandei y Gusano Gris gobernando Meereen en ausencia de la Khaleesi. Mientras Tyrion observa cómo se marchan, Varys aparece de repente y le da algunos consejos para gobernar Meereen.
Mientras tanto, en algún lugar al norte de Meereen, Drogon lleva a Daenerys a su nido. La madre de dragones intenta ordenarle a Drogon que le lleve de vuelta a Meereen, pero debido a las heridas y el agotamiento, él la ignora y se pone a dormir. Al caminar por el lugar en busca de comida es rodeada por una horda de Dothrakis.

### En el Muro
En el comedor, Jon Snow le narra a Sam su experiencia en la masacre de Casa Austera. Sam le pide a Jon que lo mande a la Ciudadela junto con Gilly y su hijo para que se convierta en un Maester. Davos llega y le pide a Jon más hombres por órdenes de Stannis. Momentos después llega Melisandre a Castillo Negro y les informa de la derrota del ejército de Stannis. Más tarde, Olly avisa a Jon que uno de los salvajes asegura conocer el paradero de su tío y le pide que lo acompañe, pero es una trampa organizada por Ser Allister. Allí, éste y varios hermanos lo apuñalan en el nombre de la Guardia de la Noche. Yaciendo en un charco de sangre, Jon agoniza.

### En Braavos
Para tomar venganza contra Meryn Trant, Arya se infiltra en un burdel vestida como una prostituta. Allí se gana la atención de Trant al no gritar de dolor cuando es duramente golpeada. En este momento, Arya lo ataca brutalmente, le revela su identidad y luego le corta el cuello. Al regresar a la Casa de Negro y Blanco, Arya entra al gran salón de las caras y devuelve la cara que cogió prestada. Pero antes de salir, se encuentra ahí a Jaqen y la muchacha. Jaqen la culpa de haber robado una cara para asesinar al hombre equivocado, lo cual es castigado con la vida. Luego, él ingiere el veneno en su lugar frente al asombro de Arya. Pero inmediatamente Arya vuelve a ver a Jaqen y cambiándole la cara al Jaqen cadáver, descubre que Jaqen nunca existió y que todo el tiempo estuvo hablando "con nadie". Jaqen afirma que el utilizar las caras sin "ser nadie" funciona como veneno. Rápidamente, Arya pierde la vista.

### En Dorne
Jaime, Myrcella, Bronn y Trystane se marchan de Dorne. Ellaria, al despedirse de Myrcella, la besa en la boca. Durante el viaje de vuelta, Myrcella le confiesa a Jaime que ya sabe que es su hija. Segundos después, empieza a sangrar y termina colapsada en los brazos de Jaime. En el puerto se revela que Ellaria la envenenó secretamente y después de que ella también empieza a sangrar, toma el antídoto.

## Reparto

### Personajes principales
- Peter Dinklage como Tyrion Lannister
- Nikolaj Coster-Waldau como Jaime Lannister
- Lena Headey como Cersei Lannister
- Emilia Clarke como Daenerys Targaryen
- Kit Harington como Jon Snow
- Stephen Dillane como Stannis Baratheon
- Liam Cunningham como Davos Seaworth
- Carice van Houten como Melisandre
- Indira Varma como Ellaria Arena
- Conleth Hill como Varys
- John Bradley-West como Samwell Tarly
- Sophie Turner como Sansa Stark
- Maisie Williams como Arya Stark
- Hannah Murray como Gilly
- Jerome Flynn como Bronn
- Alfie Allen como Theon Greyjoy/"hediondo"
- Michiel Huisman como Daario Naharis
- Nathalie Emmanuel como Missandei
- Gwendoline Christie como Brienne de Tarth
- Iwan Rheon como Ramsay Bolton
- Tom Wlaschiha como Jaqen H'ghar
- Iain Glen como Jorah Mormont

### Personajes secundarios
- Jonathan Pryce como el Gorrión Supremo
- Owen Teale como Alliser Thorne
- Tara Fitzgerald como Selyse Baratheon
- Ian Beattie como Meryn Trant
- Anton Lesser como Qyburn
- Julian Glover como Grand Maester Pycelle
- Alexander Siddig como Doran Martell
- Jacob Anderson como Gusano Gris
- Daniel Portman como Podrick Payne
- Faye Marsay como la muchacha
- DeObia Oparei como Areo Hotah
- Keisha Castle-Hughes como Obara Sand
- Rosabell Laurenti Sellers como Tyene Sand
- Jessica Henwick como Nymeria Sand
- Brenock O'Connor como Olly
- Charlotte Hope como Myranda
- Ian Gelder como Kevan Lannister
- Nell Tiger Free como Myrcella Baratheon
- Toby Sebastian como Trystane Martell
- Hannah Waddingham como Septa Unella
- Hafþór Júlíus Björnsson como Gregor Clegane
- Brian Fortune como Othell Yarwyck
- Michael Condron como Bowen Marsh
- Hattie Gotobed como Ghita

## Recepción

### Audiencia
El episodio generó 8.11 millones de televidentes en su estreno original por HBO en Estados Unidos. Lo cual representa un aumento del 13 % con respecto al episodio pasado «Danza de dragones» y el final de la cuarta temporada «Los niños». Siendo de esta manera el episodio más visto en la historia de la serie. Se estima que 8 horas después de su estreno, el episodio fue descargado ilegalmente más de 1.5 millones de veces. Se realizaron aproximadamente 437 mil comentarios en Twitter en alusión al episodio.

## Producción

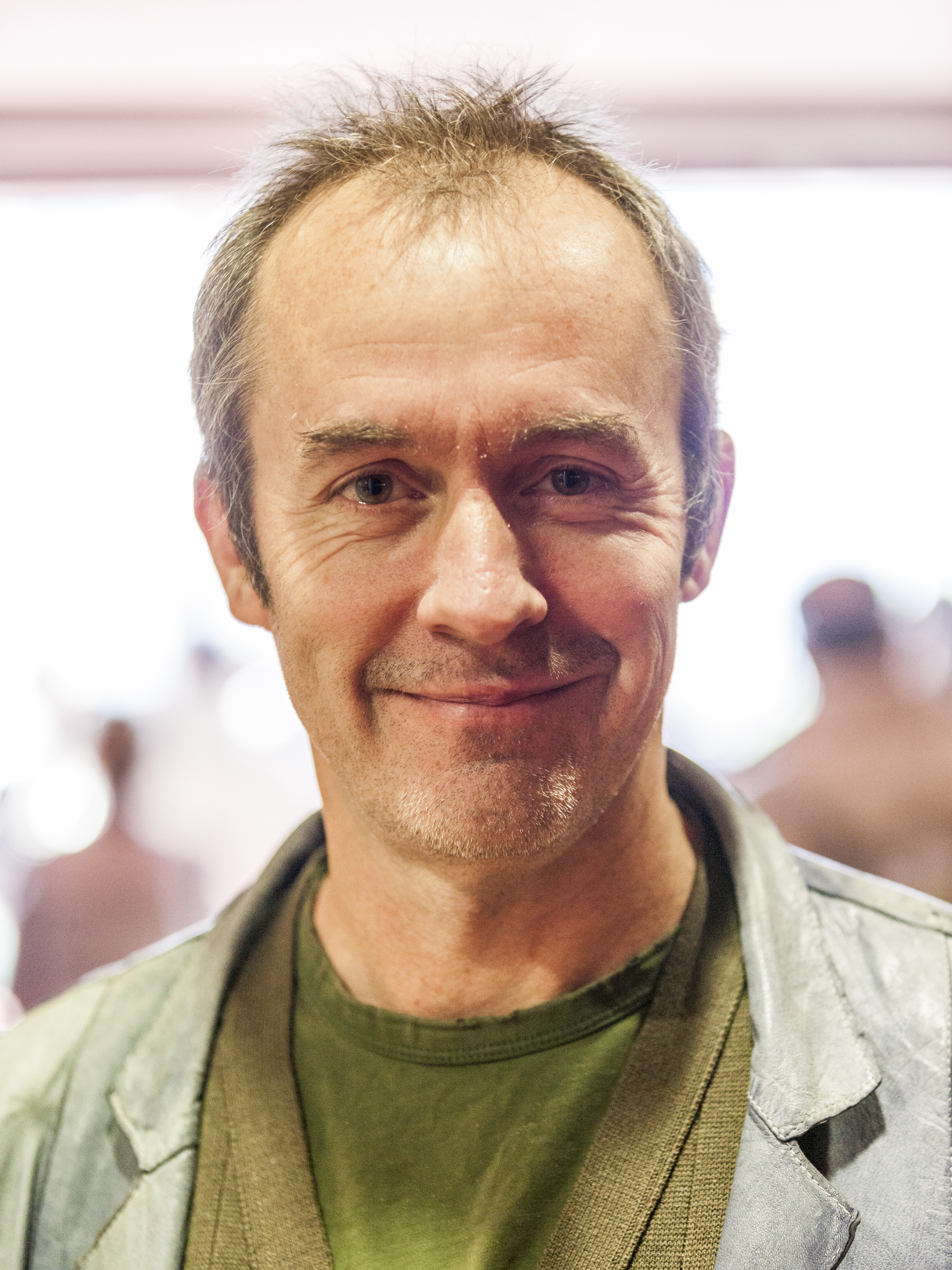
Mother's Mercy marca la última aparición del actor Stephen Dillane, quien interpretaba a Stannis Baratheon desde la segunda temporada

Este episodio marca las últimas apariciones del actor principal Stephen Dillane (Stannis Baratheon) y el actor recurrente Ian Beattie (Meryn Trant) debido a que sus personajes son asesinados durante este episodio.

### Premios
El 20 de septiembre el episodio obtuvo dos Premios Emmys a Mejor Dirección y al Mejor Guion en la categoría de Drama.